# Spenst
 Der er for få eller ingen kildehenvisninger i denne artikel, hvilket er et problem. Du kan hjælpe ved at angive troværdige kilder til de påstande, som fremføres i artiklen.

 Denne artikel bør gennemlæses af en person med fagkendskab for at sikre den faglige korrekthed.

Spenst er et norsk begreb] som beskriver den fysiologiske egenskab som kræves for at hoppe højt eller langt. Kroppens eksplosive styrke, som også kan forklares som musklernes evne til at trække sig sammen hurtig og med høj kraftudvikling, er afgørende for spendst. Dette omtales også som plyometrisk muskelarbejde, som betegnes af at musklen strækkes i en kort, excentrisk dynamisk (bremsende) fase, og går direkte over i en sammentrækning, eller det som kan kaldes en koncentrisk dynamisk (motorisk) fase.

## Begrebsanvendelse
Spændst kan være en nyttig egenskab i hverdagen, specielt for den lidt aktive person. At hoppe for at nå noget som er placeret højt, hoppe over forhindringer, eller eksempelvis hop fra sten til sten på ture i skove eller marker. I denne forbindelse kan man sige at en person har «et spændstigt afsæt», i en lignende betydning af begrebet «at være let til fods».
- En person kan siges at være spændstig i betydningen, at være sej, dristig eller anderledes. For eksempel: «Det var en spændstig optræden hun havde på scenen i dag.»
- En person kan siges at være spændstig i betydningen, at være flot, stilfuld eller at være iklædt smart beklædning. For eksempel: «Sikke spændstig du er i dag!»

## Spændst i idræt
God spændst handler dermed om at skabe stor acceleration i en bestemt retning. Dette kræver god styrke i forhold til egen kropsvægt, da spændst som regel handler om at hoppe højt eller langt. Dette forhold mellem kropsvægt og styrke kaldes relativ styrke. Udvikling, eller træning af denne egenskab bør dermed basere sg på at udvikle styrke og hurtighed i benmusklerne uden at kropsvægten øges.
Inden for idræt vil spændst være vigtig for præstationsevnen i både individuelle idræts- og i holdidrætsgrene. Eksempler på idrætsgrene, hvor spændst er afgørende for præstationen er basketball, højdespring, længdespring, trespring og volleyball. Spændst er også centralt i fodbold, blandt andet i forbindelse med hovedstødsdueller eller en målmands feltarbejde ved dødboldssituationer.

### Faktorer som er vigtige for spændst
Yderligere faktorer som påvirker en udøvers spændst. Udøverens evne til hurtigt at udvikle stor kraft, er afhængig af stor maksimal styrke i forhold til kropsvægt, altså høj relativ muskelstyrke i de muskler som er aktive i benene. Disse går gerne under fællesbetegnelsen kroppens strækkeapparat.
Genetisk vil en udøver være disponeret forskelligt i forhold til sammensætning af muskelfibertyper. I forbindelse med spændst vil en muskulatur som har stor andel type II-fibre, de hurtige muskelfibre, have større spændstighed.
Endvidere vil god teknik være en vigtig faktor, med evne til at koordinere et eventuelt tilløb, armbevægelser og bevægelserne i strækkeapparatet på en egnet og effektiv måde. I tillæg hertil kommer det psykiske aspekt, med gode koncentrationsevner, motivation og vilje.

### Træning af spændst
Træning af spændst bliver kaldt spændsttræning. Træningens formål vil være at udvikle benmusklernes evne til at udvikle stor kraft på kort tid. Denne evne kan også kaldes eksplosiv styrke, og dermed kan begrebet eksplosiv styrketræning også benyttes. Forskellen på spændsttræning og eksplosiv styrketræning ligger i at spændsttræning som regel blot anvender kroppen som modstand, mens brug af en ydre modstand, gerne i form af en vægt, eller vægtstang knyttes til begrebet eksplosiv styrketræning.
Spændsttræning opdeles gerne i vertikal eller horisontal spændst.
I vertikal eksplosivitet benyttes ofte øvelser som hop over hække, hop i trapper eller hop op på kasser. En metode indebærer at lade sig falde ned fra en bestemt højde og derefter straks hoppe op på en kasse eller over en hæk. Denne metode kaldes faldhop. Forskellige varianter af vertikal eksplosivitet kan også udføres som hinkespring, hvis det er fordelagtigt for den pågældende sportsgren.
Horisontal eksplosivitet kan udføres med både afsæt og landing på begge ben, som i Længdespring uden tilløb, eller som en serie af flere hop i træk (ofte kendt som harehop). I flerspringshop vil udøveren hoppe i en flydende bevægelse, hvor målet er at opnå maksimal distance i hvert spring og dermed nå længst muligt inden for et bestemt antal spring. Trespring uden tilløb er et eksempel på flerspringshop. Øvelsen kan udvides til femspring eller tispring, eller trænes med tilløb afhængigt af den sportsgren, der trænes til. En variant strækker sig over en længere distance, typisk mellem 20 og 60 meter, hvor udøveren udfører en løbende hopbevægelse. På dansk er denne træningsmetode også kendt under det tyske udtryk sprunglauf i træningsmiljøer.
Horisontal eksplosivitet kan også inkludere hinkespring. En mere avanceret metode indebærer en koordineret kombination af forskellige former for hink, spring og hop. Denne tilgang kan justeres, videreudvikles og varieres med kreative elementer som retningsskift og rytmeændringer.

#### Spændsttræning for børn
I spænsttræning for børn bør legen være central. Sjippetov, paradishop eller forhindringsbaner med forskellige krav til spændst er gode metoder til at udvikle egenskaben hos børn.
Den rene spændsttræningen som er forklaret ovenfor, kræver et vist træningsgrundlag og kan give stor belastning på kroppens led og muskler i ben og ryg. De hårdeste spændstøvelser bør ikke anvendes i træning af børn, og børn skal tillades spændsttræning med lavere intensitet end det som forventes af ældre udøvere og voksne.

#### Retningslinjer for træning af spændst
- Øvelsesudvalget bør have bevægelsesbaner og bevægelseshastighed som ligner den idræt der trænes til.
- Træningen kræver en grundlæggende, god teknik.
- Træningspasset[bør uddybes] skal have en fase med speciel opvarmning, før hoveddelen tager til.
- Træningen skal have en forholdsvis høj intensitet. Konkurrencemomentet er egnet til at stimulere til øget intensitet.
- Spændsttræning kræver høj koncentration, og udøveren bør derfor være udhvilet både fysisk og psykisk.
- Træningen skal indeholde lange pauser mellem hop og hopserierne, gerne to til tre minutter.
- Udøveren bør stille sig klare mål for træningspasset, og træningsperioden, da dette kan påvirke motivation og indsats.
- Træningsmængden bør øges gradvist. Dette vil hovedsagelig påvirke antal hop, men det kan også være udfordringerne i den enkelte metode, som for eksempel højere forhindring.

#### Spændsttreningens virkning på kroppen
Spændsttræning og eksplosiv styrketræning forbedrer kroppens evne til at udvikle stor kraft med høj hastighed.
Træningen påvirker kroppens neuromuskulære forhold, altså sammenspillet mellem kroppens nervesystem og kroppens muskelsystem. I dette indgår det at impulsfrekvensen i de motoriske nerver øges, flere motoriske enheder stimuleres, antallet af aktiverede muskelfibre øges og musklerne får en øget kontraktionshastighed og forbedret kraftudvikling. Endvidere vil dette danne grundlaget for bedre koordination af bevægelserne, og en udvikling af teknikken.
Andre effekter af træningen er:
- Muskelfibrene vil få en øget koncentration af kreatinfosfat (CP), og adenosintrifosfat (ATP).
- Psykiske faktorer som øget motivation, styrket vilje samt forbedret koncentrationsevne og selvtillid.